# Eva Börsch-Supan
Eva Börsch-Supan (* 20. Januar 1932 als Eva Höllinger in Dresden; † 5. Oktober 2022 in Berlin) war eine deutsche Kunst- und Architekturhistorikerin.

## Leben
Eva Höllinger studierte Germanistik, Kunstgeschichte und Ägyptologie an den Universitäten in Leipzig und Köln. Ihr wichtigster kunsthistorischer Lehrer war Heinz Ladendorf, dem sie 1958 auch vom Leipziger an das Kölner Kunsthistorische Institut folgte. Bei Ladendorf promovierte sie 1963 über Garten-, Landschafts- und Paradiesmotive im Innenraum; die Arbeit wurde 1967 gedruckt. Ihre Arbeiten kennzeichnete eine große thematische und zeitliche Breite ebenso wie der Sinn für die weißen Flecken in der kunsthistorischen Forschung.
Sie war mit dem Kunsthistoriker Helmut Börsch-Supan verheiratet und Mutter von drei Kindern. Außerdem war sie Mitglied der Ökologisch-Demokratischen Partei (ödp).
Ihr Grab befindet sich auf dem Luisenfriedhof III in Charlottenburg.

### Hinwendung zur Architekturgeschichte
Seit 1963 lebte sie mit ihrem Ehemann Helmut Börsch-Supan, der an der Berliner Schlösserverwaltung tätig war, in West-Berlin. Hier wandte sie sich Mitte der 1960er Jahre dem sie seitdem prägenden Thema zu, dem architektonischen Schaffen Karl Friedrich Schinkels und seiner zahlreichen Schüler. In einem Nachschlagewerk erfasste sie erstmals Berliner Architekten zwischen 1840 und 1870 monographisch, verzeichnete deren Ausbildungsgang, die Werke und die verfügbaren Quellen. Es folgten Monographien über einzelne von ihnen wie Ludwig Persius oder den Kirchenbaumeister Friedrich August Stüler. Mit Helmut Börsch-Supan gab es auch Gemeinschaftsarbeiten wie die Mitarbeit an Reclams Kunstführer für Berlin.
Durch ihr Engagement und vielfältige Publikationen erfuhr die Architektur der sogenannten Schinkelschule aus dem 19. Jahrhundert eine Aufwertung und erhöhte wissenschaftliche Aufmerksamkeit. Ihre kunsthistorische Arbeit war vom Ethos der Verantwortung für diese lange vernachlässigte und vom Abriss bedrohte Architektur geprägt.

## Ehrungen
- 2006 wurde ihr gemeinsam mit ihrem Mann der Schinkel-Preis der Fontanestadt Neuruppin für das wissenschaftliche Gesamtwerk und hervorragende Verdienste um das Werk und die Person Karl Friedrich Schinkels verliehen.[3]
- 2008 wurde ihr gemeinsam mit ihrem Mann die Fidicin-Medaille des Vereins für die Geschichte Berlins in Würdigung ihrer Forschungen zur Kunst und Geschichte der Berlin-Potsdamer Kulturlandschaft verliehen.[4]
- 2014 wurde ihr gemeinsam mit ihrem Mann die Ehrenmitgliedschaft in der Landesgeschichtlichen Vereinigung für die Mark Brandenburg e. V. verliehen, in ihrem Fall in Würdigung ihrer herausragenden Verdienste um die Erforschung der Baugeschichte Brandenburg-Preußens und um die Bewahrung kultureller Werte.[5]

## Schriften (Auswahl)
- Garten-, Landschafts- und Paradiesmotive im Innenraum. Eine ikonographische Untersuchung. Hessling, Berlin 1967. Köln, Phil. Fak., Diss. vom 8. Mai 1967.
- Europäische Stilkunde. Von Karl dem Großen bis zur Gegenwart. Bertelsmann, München 1975, ISBN 3-570-05395-4.
- Berliner Baukunst nach Schinkel 1840–1870. Prestel, München 1977, ISBN 3-7913-0050-4.
- mit Helmut Börsch-Supan (Mitarbeiter): Reclams Kunstführer. Band 7, Berlin : Kunstdenkmäler und Museen. Reclam, Stuttgart 1977, ISBN 3-15-010265-0. Neue Auflage 1991 mit dem Titel: Kunstführer Berlin. ISBN 3-15-010366-5.
- (Hrsg.): Ludwig Persius: Das Tagebuch des Architekten Friedrich Wilhelms IV. 1840–1845. Deutscher Kunstverlag, München 1980, ISBN 3-422-00718-0 (Kunstwissenschaftliche Studien. 51).
- mit Dietrich Müller-Stüler: Friedrich August Stüler 1800–1865. Hrsg. vom Landesdenkmalamt Berlin. Berlin und München 1997, ISBN 3-422-06161-4. (Werkeverzeichnis Stüler S. 1004–1010).
- Karl Friedrich Schinkel Lebenswerk. Band 18: Die Provinzen Ost- und Westpreußen und Großherzogtum Posen. Deutscher Kunstverlag, München, Berlin 2003, ISBN 3-422-06380-3.
- Karl Friedrich Schinkel Lebenswerk. Band 21: Arbeiten für König Friedrich Wilhelm III. von Preußen und Kronprinz Friedrich Wilhelm (IV.) Deutscher Kunstverlag, München, Berlin 2011, ISBN 978-3-422-06542-0.